# Luca Donini
Luca Donini (Legnago, 12 gennaio 1964) è un sassofonista, clarinettista e compositore italiano.

## Biografia
Docente dal 1992 presso i Conservatori Musicali di Stato Italiani. Attualmente è docente di Sassofono e Musica Jazz presso il Conservatorio Statale di Adria (Ro) e Sassofono Jazz presso il Conservatorio F.A Dall’Abaco di Verona.
Luca Donini incontrò la musica suonando sin da bambino, appassionandosi a diversi strumenti musicali come il pianoforte, il clarinetto e successivamente il sassofono.
Conobbe il jazz all'età di nove anni, tramite uno zio che gli fece ascoltare le grandi big band di Glenn Miller, Count Basie e Duke Ellington. In seguito iniziò gli studi classici e contemporaneamente gli studi jazz.
Diplomatosi con il massimo dei voti in sassofono presso il Conservatorio Musicale di Rovigo, clarinetto presso il Conservatorio Musicale di Verona e musica jazz presso il Conservatorio Musicale di Trento, partecipò successivamente a seminari con Michael Brecker e Joe Henderson perfezionandosi ulteriormente.
I grandi sassofonisti del passato (Sonny Rollins e John Coltrane) lo ispirarono subito, influenzandone la formazione artistica. Fu influenzato anche dalla tradizione popolare ("le musiche del mondo"), dalla musica classica e contemporanea di Johann Sebastian Bach, Igor' Fëdorovič Stravinskij, György Ligeti e John Cage.
Musicalmente Donini è considerato dalla critica un artista di prestigio in Italia e all'estero. Dal 1984 svolge un'intensa attività concertistica e discografica in tutta Europa collaborando, con musicisti e artisti di spessore come Giorgio Baiocco, Florian Brambok, Franco D'Andrea, Tullio De Piscopo, Garrison Fewell, Paolo Fresu, Larry Nocella, Enrico Rava, Tony Scott, Henry Threadgil, Merce Cunningam.
Donini fondò la Future Orchestra Jazz Big Band nel 1989 con il ruolo di direttore, compositore e arrangiatore. Con questo ensemble di musicisti professionisti, alcuni tra i più noti jazzisti del Nord Italia, iniziò a proporre un viaggio tra brani appartenenti alla tradizione e brani originali nati dalla ricerca ed esplorazione dei linguaggi musicali di tradizione afro-americana e di altre aree geografiche, linguistiche e culturali.
In seguito si fece conoscere attraverso un proprio quartetto con David Cremoni alla chitarra, Mario Marcassa al double bass,Emilio Pizzocoli alla batteria, quest'ultimo sostituito successivamente da Francesco (Sbibu) Sguazzabia. 
La critica musicale iniziò così a sottolineare le sue capacità di compositore sensibile e attento a tutte le forme sonore contemporanee, capace di mettere insieme culture musicali differenti, spaziando tra jazz, Jazz elettrico, fusion e etno jazz con sonorità anche medio orientali.
Luca Donini ha collaborato con alcuni importanti teatri, sia in organico, sia come solista. In particolare con il Teatro La Fenice di Venezia, con il Teatro Giuseppe Verdi di Trieste, con l'Orchestra del Festival di Musica Contemporanea di Trento e con la Compagnia Della Rancia di Roma per la realizzazione di Cantando sotto la pioggia per la regia di Saverio Marconi.
Con le sue formazioni ha partecipato a molte manifestazioni e festival jazzistici. È stato finalista di concorsi come il Summertime in Jazz di Prato nel 1994 e vincitore di Arcore in Jazz l'anno successivo.
Donini ha sempre alternato la sua attività di musicista a quella di insegnante tenendo corsi di improvvisazione e di storia del jazz.
Dal 1999 è docente di ruolo nei conservatori statali.Contribuisce da anni alla ricerca di nuove possibilità espressive del Sassofono nel campo della musica contemporanea ed elettro-acustica, portando le proprie ricerche agli alunni e prestando le proprie competenze artistiche nei Conservatori Musicali di Como, Cosenza, Matera, Vicenza, Vibo Valentia, Trento, Verona, Bari e Padova.
È titolare di cattedra di sassofono e musica jazz presso il Conservatorio statale "A.Buzzolla" di Adria (Ro).

## Discografia

### Luca Donini Quartet

#### Album in studio
- 1999 - Alaya (Splasc(h) Records)
- 2002 - Angel (Splasc(h) Records)
- 2004 - Meteors (Splasc(h) Records)
- 2005 - Sun  (Splasc(h) Records)
- 2007 - Songs (Csrecord)

#### Album dal vivo
- 2003 - Live  (Css)
- 2008 - Live in USA (Csr)

### Luca Donini And Future Orchestra

#### Album in studio
- 1993 - Big Bossa (Cs)
- 2001 - Piramidi (Splasc(h) Records)